# Orden Kalākauas

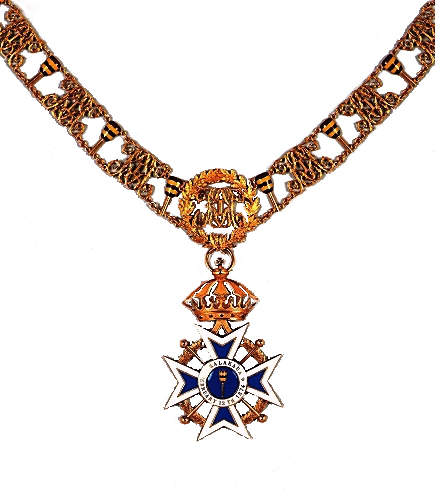
Collane

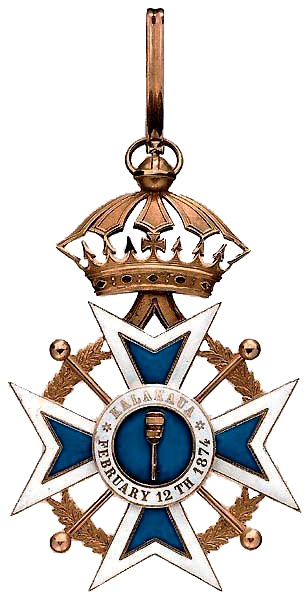
Großkreuz

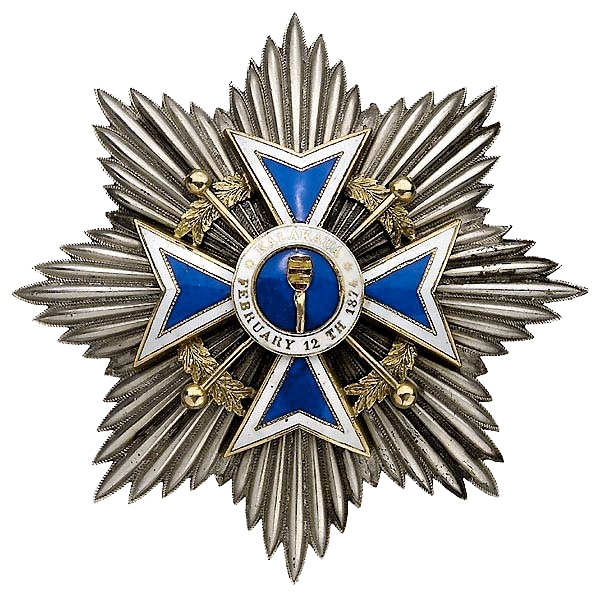
Bruststern zum Großkreuz

Der Orden Kalākauas wurde am 12. Februar 1874 als Verdienstorden zur Auszeichnung ausgezeichneter Dienste durch David Kalākaua, König von Hawaiʻi gestiftet.

## Ordensklassen
Der Orden bestand aus vier Klassen. Die Anzahl der Mitglieder war reglementiert.
- Großkreuz – 12 Mitglieder
- Großoffizier auf 20 Mitglieder
- Kommandeur – 30 Mitglieder
- Ritter – 60 Mitglieder

Das Großkreuz mit Collane wurde nur an ausländische Staatsoberhäupter verliehen.

## Ordensdekoration
Das Ordenszeichen ist ein goldenes blau emailliertes Malteserkreuz mit einer weiß emaillierten Einfassung, dass von einer Königskrone getragen wird. In den Kreuzwinkeln ist jeweils ein sogenannter Pūloʻuloʻu-Stab angebracht. Unter den Kreuzarmen verläuft ein Kranz. Im blau emaillierten Medaillon, dass von weiß emaillierten Reif mit der goldenen Inschrift 
KALAKAUA • FEBRUARY 12 TH 1874
umschlossen ist, ist ein Kāhili zu sehen.

## Trageweise
Das Großkreuz wurde am Schulterband mit einem achtstrahligen Bruststern, auf dem das Ordenszeichen aufliegt, getragen. Großoffiziere und Kommandeure trugen die Dekoration als am Hals, Großoffiziere zusätzlich mit einem etwas verkleinerten Bruststern. Ritter trugen das aus Silber gefertigte Kreuz auf der linken Brustseite.
Das Ordensband ist weiß mit vier blauen Streifen.